# RugGear RG970
RugGear RG970 Partner (в Европе - RugGear RG700) — защищённый сотовый телефон фирмы RugGear выпущенный в 2013 года на базе операционной системы Android. Являет одним из передовых в своем классе.

## Описание
RG970 Partner имеет экран TFT с диагональю 5,3 дюйма, разрешением 540 x 960 точек и стеклом, сделанным по технологии Gorilla Glass. Устройство снабжено двухъядерным процессоров MT6577 частотой 1 Ггц.
Модель имеет 1 гигабайт оперативной памяти, 8 гигабайт встроенной памяти, слот для карт памяти типа microSD (поддерживаются карты памяти объёмом до 32 Гб), две камеры (фронтальная для видеозвонков и основная). Это первый смартфон с подобными характеристиками в защищенном корпусе, соответствующим степеням защиты IP-68 и MIL-810F Министерства обороны США.
В 2014 году немецкий журнал Computerbild по результатам теста 54 моделей защищенных смартфонов признал самым лучшим RugGear RG970 .

## Поддержка Android
Телефон имеет установленную ОС Android версии 4.1.2. О возможном обновлении системы не сообщалось.